# Gärds Köpinge
Gärds Köpinge (także jako Köpinge) – miejscowość (tätort) w południowej Szwecji, w regionie administracyjnym (län) Skania (gmina Kristianstad).
Miejscowość położona jest na równinie Kristianstadsslätten w północno-wschodniej części prowincji historycznej (landskap) Skania, ok. 6 km na południe od Kristianstadu nad rzeką Vramsån.
Gärds Köpinge znane było z gorzelnictwa. Prowadziło tam swoją działalność kilka nieczynnych już gorzelni. Na południowym brzegu rzeki Vramsån znajduje się kościół parafialny Köpinge kyrka, którego najstarsze fragmenty datowane są na 2 poł. XII w.
Z Gärds Köpinge pochodzą członkowie zespołu muzycznego Lasse Stefanz.
W 2010 Gärds Köpinge liczyło 936 mieszkańców.